# Muse (gruppo musicale)
I Muse sono un gruppo musicale rock alternativo britannico formatosi nel 1992 a Teignmouth.
Sono riconosciuti per uno stile musicale molto eclettico che raccoglie influenze di più generi come elettronica, pop e rock, spesso segnati da una vena sinfonica e orchestrale. La maggior parte dei testi delle loro canzoni, composte principalmente dal frontman Matthew Bellamy, trattano temi riguardanti apocalisse, UFO, guerra, vita, universo, politica, religione, amore e odio. Le loro esibizioni dal vivo sono state definite estremamente energiche e stravaganti.
Nella loro carriera musicale i Muse hanno vinto numerosi premi, tra cui due Grammy Awards, sei MTV Europe Music Awards, un American Music Award, sei Q Awards, otto NME Awards, due BRIT Awards e quattro Kerrang! Awards. La maggior parte dei premi sono stati loro attribuiti per le performance dal vivo. Hanno inoltre partecipato alla campagna della Teenage Cancer Trust, che si occupa della ricerca per la lotta contro la leucemia giovanile e hanno suonato insieme a gruppi di livello internazionale come i Depeche Mode alla Royal Albert Hall, devolvendo buona parte dei fondi raccolti a tale associazione.
Il 25 settembre 2008 tutti e tre i componenti del gruppo sono stati insigniti del dottorato onorario nella facoltà di belle arti della Plymouth University.
Dalla loro formazione nel 1994, i Muse hanno pubblicato nove album in studio, vendendo oltre 30 milioni di copie in tutto il mondo al 2022.

## Storia del gruppo

### Primi anni (1992-1997)
I Muse nascono dall'incontro di due gruppi musicali all'interno della scuola che frequentavano nei primi anni novanta: i "Gothic Plague" di Matthew Bellamy e Dominic Howard e i Fixed Penalty in cui suonava Chris Wolstenholme come batterista. Bellamy convinse Wolstenholme ad abbandonare il ruolo di batterista e ad entrare come bassista nel gruppo.
Il nuovo gruppo cambiò nome in "Rocket Baby Dolls" e nel 1994 partecipò ad una competizione tra gruppi scolastici che si tenne al Teignmouth Broadmeadow Sports Centre di Teignmouth. Matthew Bellamy aveva la certezza che non avrebbero vinto e per impressionare la giuria, salirono sul palco pesantemente truccati nello stile dei The Cure. Il gruppo presentò pezzi inediti scritti e composti da Bellamy intitolati Small Minded, Yellow Regret, A Turn to Stone, Weakening Walls e Pointless Loss. Oltre ai loro pezzi eseguirono anche la cover di Tourette's dei Nirvana contenuta nell'album del 1993 In Utero. Dopo l'esibizione Bellamy distrusse le attrezzature che c'erano sul palco e il suo atteggiamento sicuro impressionò la giuria al punto da assegnare loro il primo premio. Dopo questo successo i tre membri del gruppo decisero di lasciare l'università per intraprendere in maniera definitiva la carriera di musicisti.

### Primi EP eShowbiz(1998-2000)

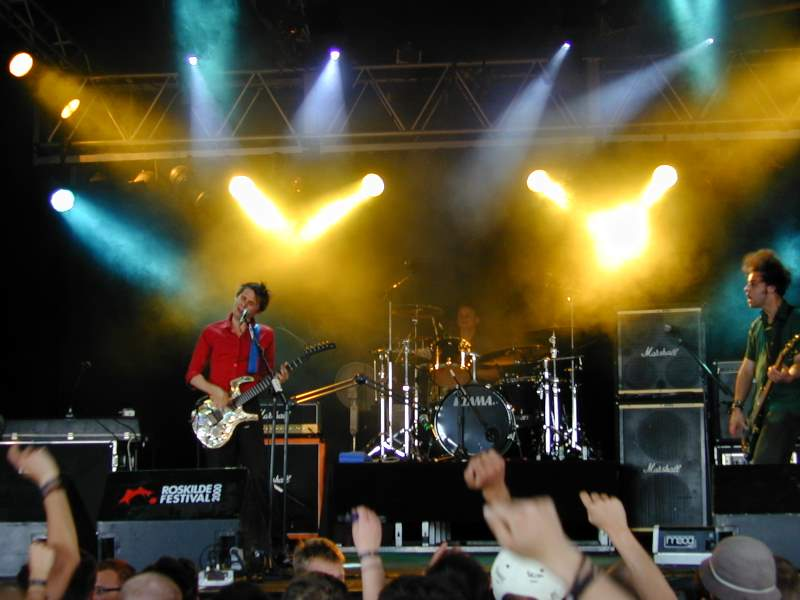
I Muse in concerto al Roskilde Festival 2000

Dopo alcuni concerti a Londra e Manchester, i Muse incontrarono Dennis Smith, presidente del Sawmills, studio di registrazione situato in Cornovaglia, nel sudovest dell'Inghilterra. Questo incontro portò alle prime registrazioni e alla pubblicazione del primo EP omonimo attraverso la Dangerous Records, etichetta discografica indipendente di proprietà della Sawmills. Il loro secondo EP, intitolato Muscle Museum EP, attirò l'attenzione del critico musicale britannico Steve Lamacq e del settimanale NME. Nonostante il successo del loro secondo EP, le etichetta discografiche britanniche furono titubanti nello scritturare i Muse, a causa del timbro vocale molto acuto di Bellamy e di molti altri fattori. L'etichetta discografica statunitense Maverick Records fu tuttavia interessata alla loro musica e fece organizzare per i Muse alcuni concerti negli Stati Uniti d'America prima di metterli sotto contratto alla fine del 1998. Dopo il loro ritorno dagli Stati Uniti d'America, la Taste Media procurò molti contratti ai Muse per compagnie di registrazione in Europa e in Australia.
John Leckie, produttore del secondo album dei Radiohead The Bends e del primo album dei The Verve A Storm in Heaven, venne chiamato a produrre l'album d'esordio dei Muse Showbiz, il quale mostrò una varietà di suono e una maturità inaspettata per un gruppo giovane. La pubblicazione di quest'album procurò ai Muse degli ottimi contratti come sostenitori per gruppi quali Foo Fighters e Red Hot Chili Peppers in una serie di concerti negli Stati Uniti, dove suonarono davanti ad oltre 20.000 persone. Tra il 1999 e il 2000, i Muse suonarono in festival importanti in Europa e in concerti in Giappone e Australia, catturando l'attenzione di una nutrita schiera di fan.

### Origin of Symmetry(2001-2002)

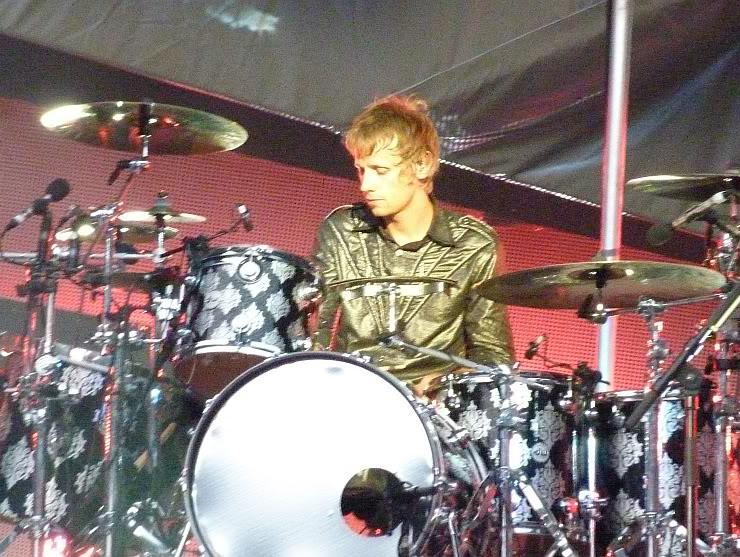
Dominic Howard

Il secondo lavoro, Origin of Symmetry venne composto e registrato in breve tempo dopo il tour. Prodotto in parte ancora da Leckie, in parte anche da David Bottrill (produttore dei Tool), Origin of Symmetry vide il gruppo innovare il loro stile emancipandosi dalle altre influenze. Il risultato è un album più "duro" con il basso di Wostenholme spesso distorto o sintetizzato, per compensare alle limitazioni imposte da una formazione composta da soli tre musicisti. Il gruppo sperimenta molti strumenti poco ortodossi, come un organo, un mellotron e un drumset espanso. In questo album sono presenti più falsetti da parte di Bellamy e linee di pianoforte ispirate dal lavoro di pianisti del Romanticismo. Bellamy cita influenze chitarristiche come Jimi Hendrix e Tom Morello (ex-Rage Against the Machine ed Audioslave), nonostante nell'album sia evidente la presenza di molte canzoni basate su singoli riff. I testi appaiono riflessivi e non banali: Space Dementia è riferita al disordine mentale riscontrato in alcuni astronauti dopo prolungati periodi nello spazio mentre New Born rispecchia un futuro ipotetico in cui la tecnologia ha un effetto di deterioramento sulla società.
La Maverick Records, considerando la voce di Bellamy "non orecchiabile", nutrì ancora molti dubbi sull'esito commerciale del gruppo e chiese ai Muse di apportare alcune modifiche ai brani prima dell'uscita nordamericana del disco. Il gruppo rifiutò e l'album realizzò comunque un grosso impatto nella scena statunitense. Dopo l'album, i Muse pubblicarono il DVD Hullabaloo: Live at Le Zenith, Paris, che documenta il loro show a Le Zénith di Parigi nel 2001. Contemporaneamente viene immesso sul mercato Hullabaloo Soundtrack, un doppio album contenente una raccolta di side e registrazioni dello stesso concerto a Le Zénith con i due brani inediti Dead Star e In Your World, che vennero pubblicati come doppio singolo il 17 giugno 2002.

### Absolution(2003-2005)

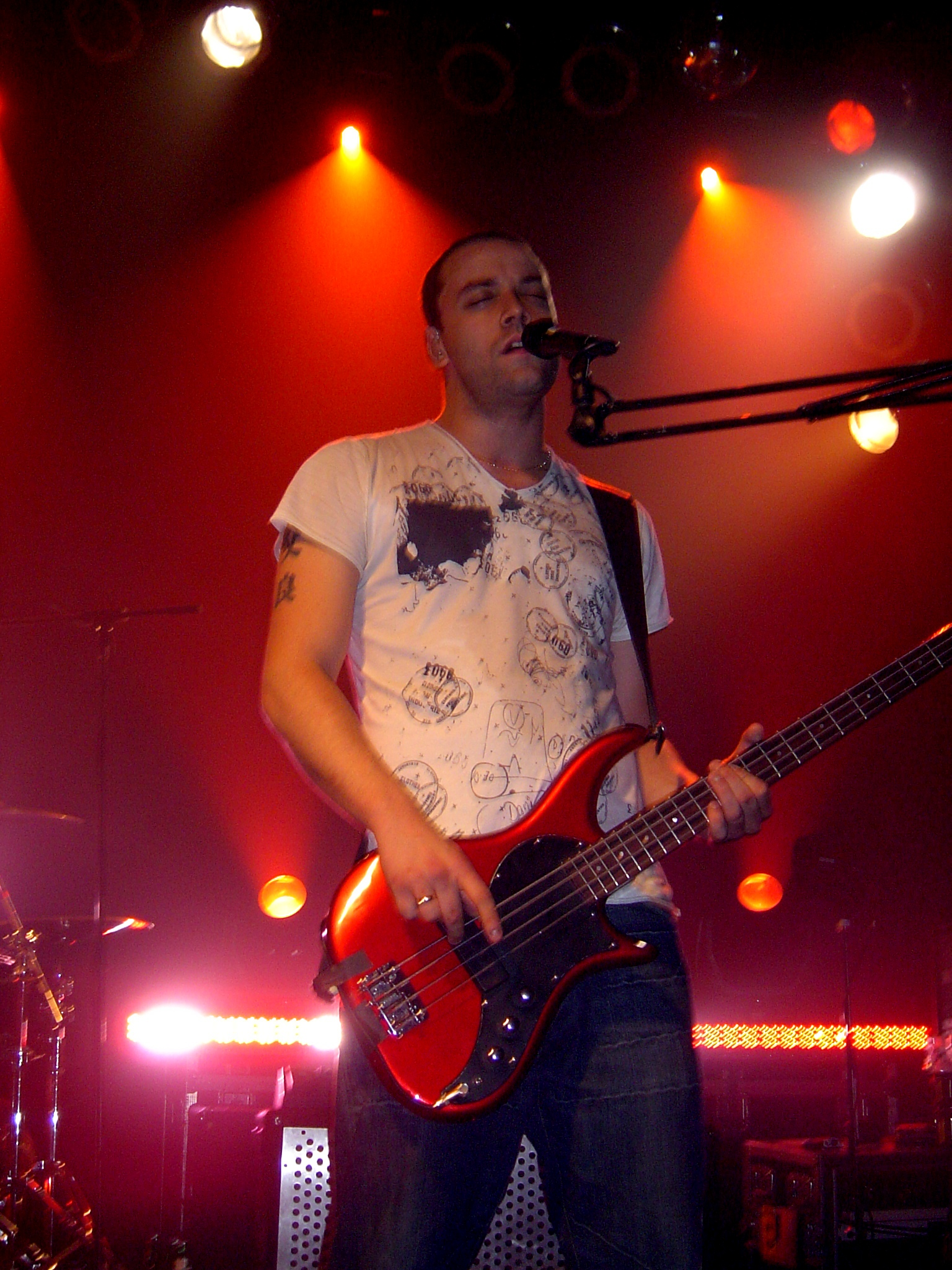
Chris Wolstenholme

Nel 2003 uscì il terzo album Absolution, prodotto da Rich Costey (ex produttore dei Rage Against the Machine). L'album consolidò la fama del gruppo e dimostrò una continuità nella direzione già sperimentata in Origin of Symmetry, fondendo influenze classiche e suono duro.
Il lavoro può essere definito un concept album con precisi riferimenti al tema della fine del mondo. L'interesse di Bellamy per argomenti come le cospirazioni politiche, la teologia, la scienza, il futurismo e il sovrannaturale traspare in tutto l'album. La canzone Ruled by Secrecy, ad esempio, prende il titolo da una novella di Jim Marrs.
Con questo album i Muse divennero noti a livello mondiale ricevendo anche un successo critico in Gran Bretagna e, grazie ad un nuovo contratto in America, fecero il loro primo tour internazionale all'interno degli stadi. Il tour continuò per un anno e sbarcó in Australia, Stati Uniti d'America, Canada e Francia. Dall'album vennero estratti cinque singoli: Stockholm Syndrome, Time Is Running Out, Hysteria, Sing for Absolution e Butterflies & Hurricanes.

Nel marzo del 2004, insieme agli Oasis e a Paul McCartney, i Muse si esibirono al Glastonbury Festival, esibizione che Bellamy ha descritto come «il miglior concerto della nostra vita, il massimo livello di affermazione mai raggiunta». Qualche minuto dopo il termine del concerto, una tragedia colpì inaspettatamente il gruppo: il padre di Dominic, Bill Howard, morì per infarto. L'improvviso lutto mise a rischio la sua permanenza nel gruppo. Matthew Bellamy dichiarò in seguito: 
Con il supporto del gruppo e della famiglia, Howard decise di restare nel gruppo, che continuò il tour con le ultime date negli Stati Uniti e alla Earls Court Arena a Londra, dove aggiunsero una data extra vista la grande domanda di biglietti. Inoltre vinsero un MTV Europe Music Awards come Best Alternative Act e un Q Awards come Best Live Act.
Alla fine del 2004 la Vitamin Records pubblicò The String Quartet Tribute to Muse, un album interamente strumentale eseguito dai Tallywood Strings, un quartetto d'archi che ripropose alcuni loro brani.
Nel 2005 alla premiazione dei BRIT Award i Muse vinsero il premio per il British Live Act. Il tour terminò nel gennaio 2005 e il 2 luglio dello stesso anno parteciparono al Live 8 a Parigi.

### Black Holes & Revelations(2006-2008)
Nel 2006 il gruppo pubblicò il quarto album Black Holes & Revelations in parte registrato a Milano. Il primo singolo Supermassive Black Hole venne presentato il 13 maggio 2006 dalla radio inglese. Ancora una volta si conferma l'impegno di Bellamy in testi come Take a Bow, dedicato alla guerra in Iraq o Assassin, fortemente critico nei confronti del governo di Tony Blair. Il nome e i temi principali del disco sono il risultato del fascino che il gruppo subisce nei confronti della fantascienza e della politica.

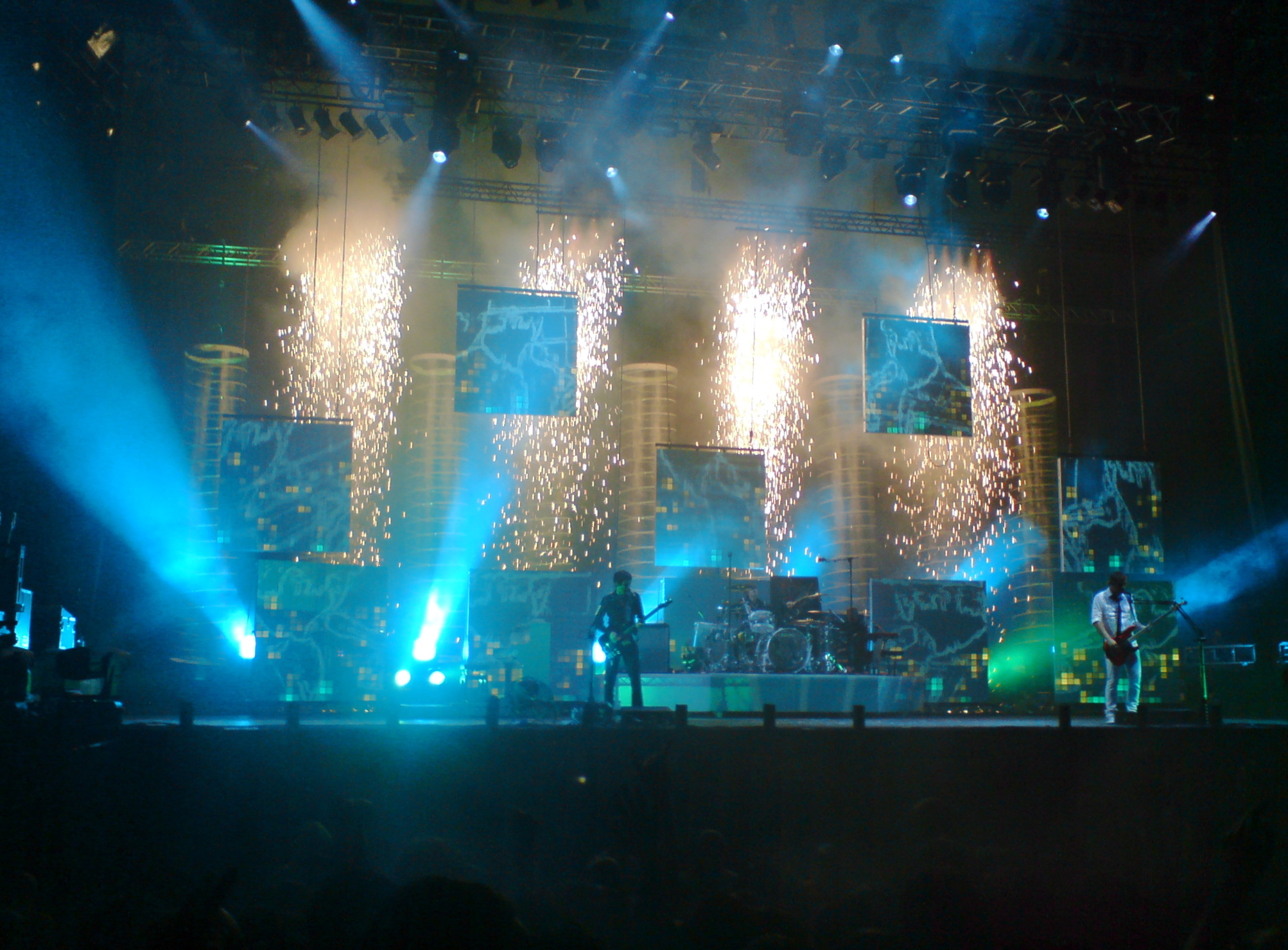
I Muse eseguono Starlight al Leeds Festival (2006)

Il 1º agosto uscì il secondo singolo Starlight, il cui video venne diretto da Paul Minor. I Muse ricevettero anche due nomination agli MTV Europe Music Awards di Copenaghen, vincendo il premio come Best Alternative. Nel dicembre del 2006 uscì Knights of Cydonia, terzo singolo estratto dall'album il cui video venne diretto da Joseph Kahn, il quale aveva già collaborato con il gruppo per il video di Muscle Museum.
Il 14 febbraio 2007 il gruppo si aggiudicò nuovamente il premio come Best Live Act ai BRIT Awards 2007 e il 1º marzo il premio come Best British Band agli NME Awards svoltisi a Londra. Il 4 aprile uscì il quarto singolo Invincible, il cui video, diretto da Jonnie Ross, mostra il gruppo su una giostra mentre vengono mostrate le varie fasi della storia dell'uomo passando attraverso le varie guerre della civiltà fino a rappresentare gli attentati dell'11 settembre 2001.
Il 1º giugno i Muse si esibirono al Rock am Ring che si tiene ogni anno in Germania. Fra i gruppi principali presenti vi furono i Linkin Park, The Smashing Pumpkins e Die Ärzte, oltre ad Evanescence, Korn, Thirty Seconds to Mars, Travis, Kaiser Chiefs e molti altri.
Il 16 e il 17 giugno il gruppo si esibì al Wembley Stadium di Londra davanti a 150.000 spettatori. Questa esibizione fu inserita più tardi nell'album dal vivo HAARP. Nel 2011 le due esibizioni, tramite un voto sul web, furono decretate come i più grandi eventi in tutta la storia dello stadio inglese. Il 18 giugno venne estratto il quinto ed ultimo singolo dall'album Map of the Problematique. Successivamente intrapresero un tour americano insieme ai My Chemical Romance che però venne sospeso a causa di un'intossicazione alimentare del gruppo statunitense.

### The Resistance(2009-2011)

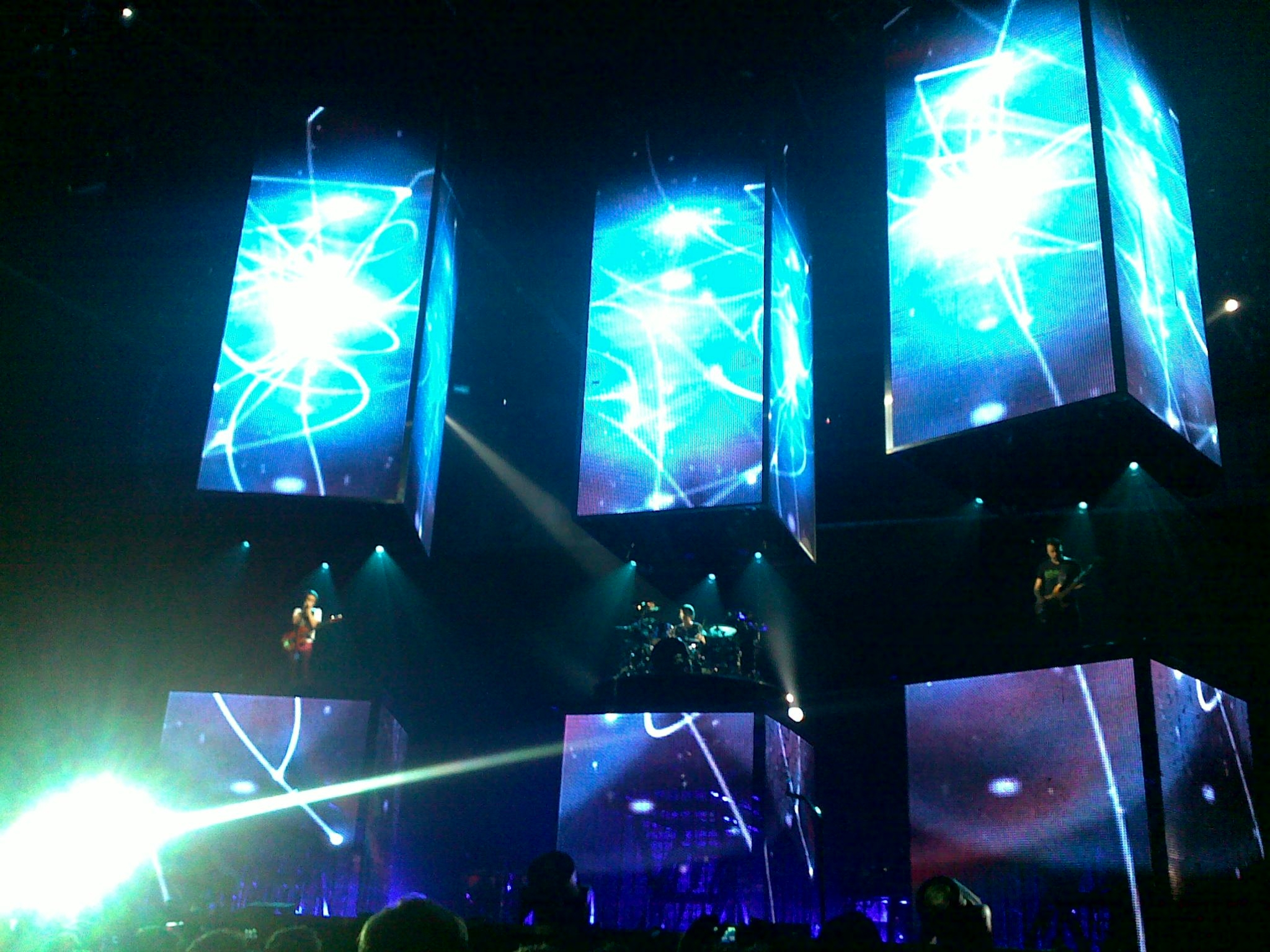
I Muse durante il The Resistance Tour a Rotterdam, il 14 novembre 2009

L'11 settembre 2009 uscì il quinto album The Resistance, registrato in uno studio italiano vicino al lago di Como e a Milano. Nel disco vi è la forte influenza del romanzo 1984 di George Orwell. In un'intervista con la BBC 6 Music, Bellamy dichiarò che l'album presenta molte influenze classiche e che sarà «tutto molto orchestrale». Nei singoli brani infatti si nota la presenza di melodie sinfoniche che accompagnano la strumentazione tradizionale utilizzata dal gruppo. Il primo singolo estratto, Uprising, venne trasmesso in anteprima in tutte le radio a partire dal 3 agosto 2009. L'album è di natura rock sinfonico e un'intera orchestra milanese, l'Edodea Ensemble, guidata dal primo violino Edoardo De Angelis e condotta da Audrey Riley, partecipò alle sessioni di registrazione con il gruppo. L'album venne missato da Mark Stent che collaborò tra gli altri con Madonna, Radiohead, Oasis e Depeche Mode.
Il 1º giugno 2009 il gruppo annunciò le 30 date del The Resistance Tour, partito dall'Hartwell Arena di Helsinki il 22 ottobre 2009. Dato il grande successo riscosso vennero poi aggiunte altre date negli Stati Uniti d'America, Canada, Messico e Australia fra marzo e dicembre 2010 arrivando ad eseguire 144 spettacoli dal vivo rispetto ai trenta annunciati all'inizio.
Dopo soli dieci giorni dall'uscita ufficiale in Italia, The Resistance balzò in testa alla classifica degli album più venduti dell'ultima settimana e raggiunse la prima posizione nelle classifiche di vendita britanniche, olandesi e australiane. Pochi mesi dopo l'uscita dell'album, i Muse vinsero nella categoria Best Act in the World Today in occasione dei Q Awards 2009.
Inoltre vinsero il Grammy Award al miglior album rock con The Resistance ai Grammy Awards 2011. Le altre loro due candidature alla manifestazione sono state quelle di Best Rock Song con Resistance e Best Rock Performance by a Duo or Group with Vocals (sempre con il brano Resistance), entrambe perse.
Il 26 e il 28 agosto 2011 parteciparono al Festival di Reading e Leeds (in cui furono headliner insieme a The Strokes e My Chemical Romance), in seguito alle quali i Muse dichiararono che i due concerti sarebbero stati gli ultimi in cui avrebbe eseguito per intero il secondo album Origin of Symmetry, ritenuto da molti fan il migliore in assoluto del gruppo, per celebrare il decimo anniversario dalla sua pubblicazione. Suonano dunque nella doppia data, Reading/Leeds, eseguendo nella prima parte del concerto tutte le canzoni di Origin of Symmetry e nella seconda parte i loro maggiori successi terminando le due date con una maestosa chiusura con tanto di fuochi d'artificio dopo Knights of Cydonia. L'evento vide inoltre il gruppo esibirsi su un palcoscenico speciale, con i caratteristici "pali" della copertina del disco e video a tema sullo sfondo. L'esibizione sarebbe dovuta essere trasmessa per intero dal canale inglese BBC3 in differita, ma dopo i primi due brani la scaletta del concerto subì un taglio notevole: furono infatti tolte tutti brani di Origin of Symmetry ad esclusione di New Born, Bliss e Plug in Baby, scatenando polemiche tra i fan.

### The 2nd Law(2011-2013)

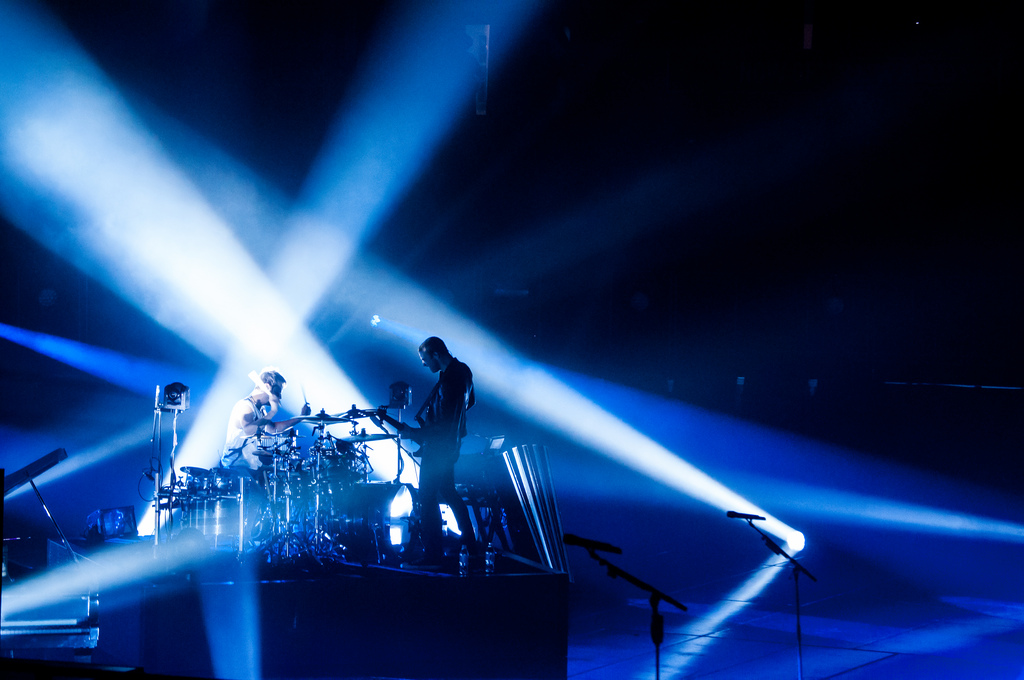
I Muse in concerto il 10 aprile 2013 all'Air Canada Centre di Toronto

Dopo aver completato tutte le tappe del The Resistance Tour, i Muse si sono concessi una breve tregua, interrotta dalle date che li hanno visti impegnati come sostenitore nel U2 360º Tour degli U2 nell'America meridionale. Nel luglio 2010 il gruppo ha rivelato la propria intenzione di tornare in studio di registrazione tra settembre e ottobre 2011 per lavorare al sesto album di inediti. Secondo quanto dichiarato da Bellamy, l'album sarebbe stato molto più "personale" e caratterizzato da sonorità un po' più "morbide" rispetto ai precedenti; la volontà del gruppo è quella di eseguirne i brani non nei loro ormai soliti mega-concerti davanti a migliaia di persone, bensì in piccoli locali con un pubblico ridotto. In un'intervista ad Absolute Radio, Bellamy ha fornito maggiori informazioni riguardo alle sonorità dell'album, affermando di volersi ispirare alla rave music dei primi anni novanta e allo stile hard-electronica di gruppi musicali come Justice e Does It Offend You, Yeah?, entrambi molto amati dal chitarrista. A fine maggio 2011 è stato rivelato dal gruppo che, per la prima volta nella sua carriera, Wolstenholme avrebbe composto alcuni brani per l'album interrompendo pertanto la totale egemonia di Bellamy nella composizione dei testi e delle musiche. Un suo ulteriore obiettivo, con l'aiuto di Howard, è quello di rendere le sonorità più pesanti rispetto allo stile soft concepito all'inizio.
Il 6 giugno 2012 i Muse pubblicano sul loro canale YouTube un trailer relativo al sesto album, intitolato The 2nd Law, in cui è stato possibile ascoltare un'anteprima del brano The 2nd Law: Unsustainable, caratterizzato da sonorità che unisce musica sinfonica con quella elettronica tendente alla dubstep. Il trailer ha rivelato anche la data di pubblicazione dell'album, fissata al 17 settembre 2012.
Il 27 giugno il gruppo ha pubblicato per il download digitale il singolo Survival, impiegato come colonna sonora ufficiale delle Olimpiadi di Londra. Il brano, accompagnato da Prelude, è stato trasmesso in anteprima radiofonica attraverso l'emittente BBC Radio 1 nello stesso giorno. Il 13 luglio è stata pubblicata la lista tracce di The 2nd Law mentre il 6 agosto i Muse hanno annunciato sia l'uscita del primo singolo Madness, pubblicato il 20 agosto, sia la posticipazione della data di pubblicazione dell'album al 1º ottobre. Il 7 dicembre è stato pubblicato il secondo singolo Follow Me, il cui videoclip è uscito quattro giorni più tardi, mentre il 20 febbraio 2013 è uscita una versione dal vivo di Supremacy eseguita ai BRIT Awards 2013; il 22 aprile il gruppo ha pubblicato il videoclip del brano Panic Station, estratto come singolo finale il 31 maggio.
In occasione dell'uscita del film World War Z, la cui colonna sonora è costituita dalle musiche del gruppo, i Muse si sono esibiti il 2 giugno alla prima mondiale del film.
Il 15 ottobre i Muse hanno annunciato la proiezione di Muse - Il concerto allo Stadio Olimpico di Roma, il quale è stato proiettato il 5 novembre in anteprima mondiale in venti cinema sparsi in altrettante città nel formato 4K Ultra High Definition. Al film ha fatto seguito l'album dal vivo Live at Rome Olympic Stadium, pubblicato il 2 dicembre. Prima di quest'ultima data, i Muse hanno caricato sul proprio canale YouTube i live di Madness e di Starlight.

### Drones(2014-2016)

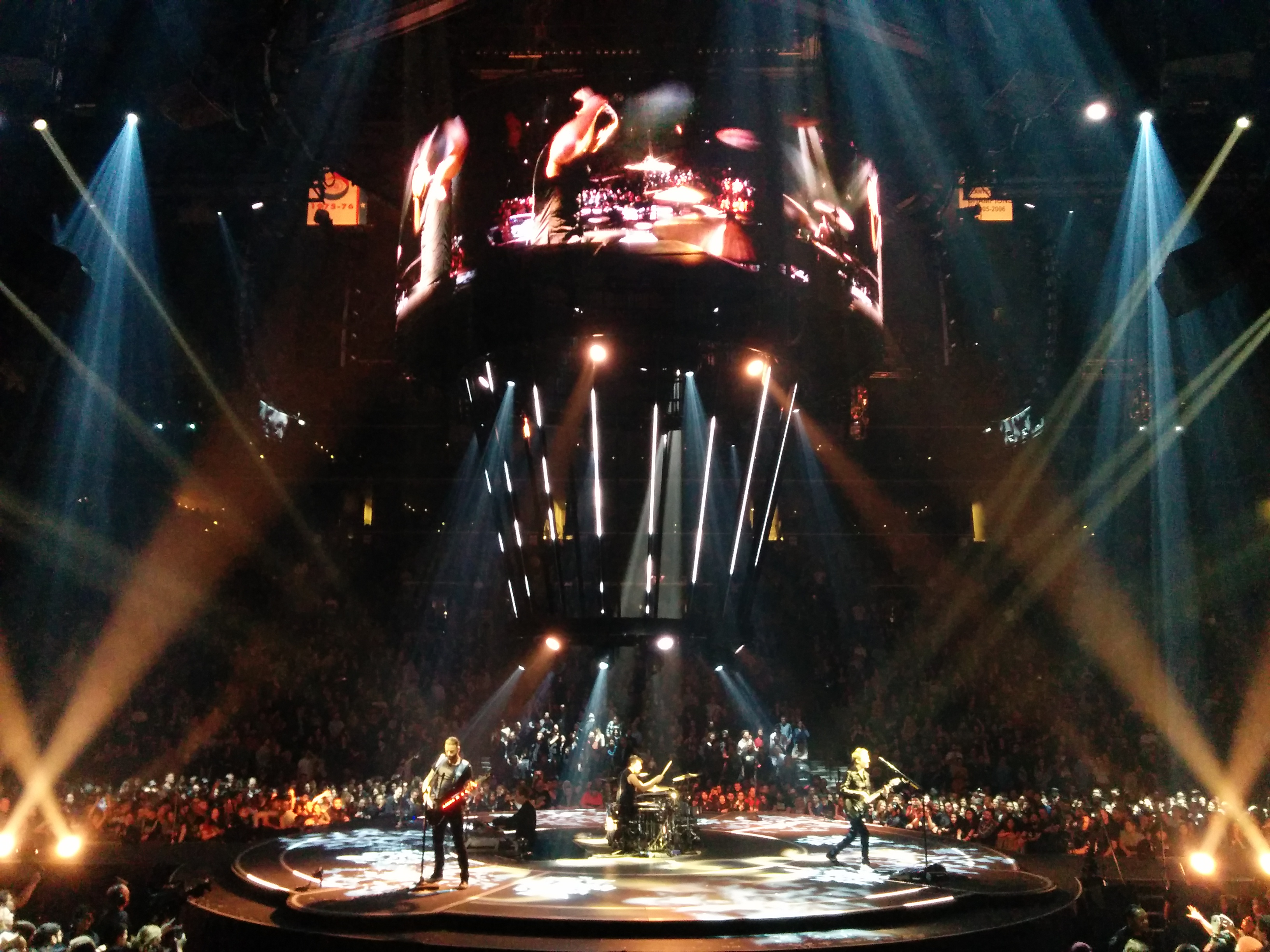
I Muse in concerto a Brooklyn nel 2016

Nel corso di un'intervista a fine 2013, Bellamy ha rivelato alcuni dettagli su come si sarebbe sviluppato il settimo album in studio, previsto per non prima del 2015:
 Il 20 settembre 2014, Bellamy, in risposta ad alcune domande postegli dai fan su Twitter, ha spiegato che le tematiche dell'album avrebbero incluso «ecologia profonda, divario di empatia e terza guerra mondiale», rivelando inoltre che nel disco sarebbe stato presente un seguito del brano Citizen Erased, tratto dal secondo album Origin of Symmetry.
Nel mese di dicembre, Bellamy e Howard hanno spiegato che il settimo album sarebbe potuto uscire «a inizio o a fine 2015», rivelando inoltre che per Natale 2014 potrebbe essere previsto un nuovo singolo. Proprio a inizio 2015 è stato rivelato, attraverso un video pubblicato dal gruppo su Instagram, che il titolo del settimo album sarebbe stato Drones. Il 10 marzo 2015 i Muse hanno diffuso attraverso Instagram una breve anteprima di un brano inedito intitolato Psycho, volto ad anticipare la pubblicazione dell'album, mentre il giorno seguente il gruppo ha annunciato in via ufficiale la pubblicazione di Drones, fissata per l'8 giugno 2015. Promosso da un primo tour, denominato Psycho UK Tour, l'album è stato anticipato dall'uscita dei due singoli Dead Inside e Mercy, pubblicati rispettivamente il 23 marzo e il 18 maggio, nonché dal sopracitato brano Psycho, reso disponibile per l'ascolto il 12 marzo attraverso un lyric video.

### Simulation Theory(2017-2020)

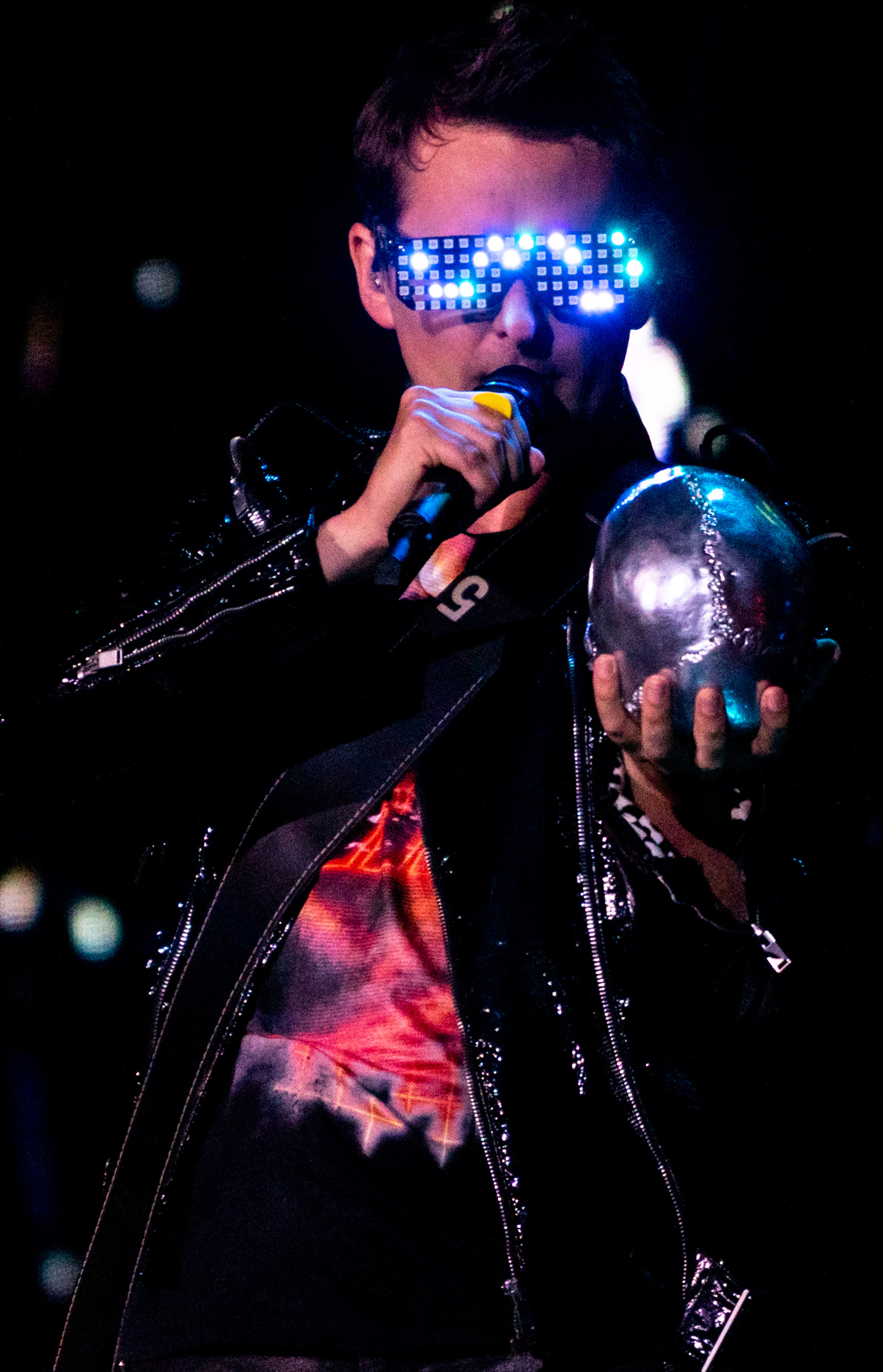
Bellamy durante il Simulation Theory World Tour

Nel mese di gennaio 2017 i Muse hanno pubblicato attraverso Instagram varie immagini e video inerenti al processo di registrazione dell'ottavo album in studio. Intorno allo stesso periodo hanno annunciato anche una tournée nell'America del Nord insieme ai Thirty Seconds to Mars e ai PVRIS, svoltosi al termine dell'anno.
Nei primi giorni di maggio 2017 il gruppo ha pubblicato alcuni video mostranti il dietro le quinte di un videoclip, rivelatosi essere quello del singolo Dig Down, uscito il 18 dello stesso mese. Intervistato da Zane Lowe, Bellamy ha rivelato l'intenzione di pubblicare l'ottavo album nel corso del 2018. Il 5 ottobre il gruppo si è nuovamente esibito dal vivo, tenendo un concerto al BlizzCon. Il 15 febbraio 2018 è stata la volta di un secondo singolo inedito, Thought Contagion, accompagnato dal relativo video musicale diretto da Lance Drake. Il 24 dello stesso mese i Muse hanno tenuto un concerto speciale presso La Cigale in Francia, permettendo ai fan di votare la scaletta attraverso un contest online.
Il 12 luglio 2018, per una sola serata, è stato distribuito nei cinema il film Muse: Drones World Tour, filmato durante i vari concerti del 2016. Durante i titoli di coda, è stata mostrata una breve anteprima del videoclip di un nuovo singolo, rivelatosi essere Something Human e pubblicato una settimana più tardi.
Il 30 agosto, in concomitanza con il lancio del video del brano The Dark Side, i Muse hanno annunciato l'ottavo album in studio Simulation Theory, uscito il 9 novembre e prodotto dal gruppo stesso insieme a Rich Costey, Shellback e Timbaland.
Il 6 dicembre 2019 il gruppo ha pubblicato Origin of Muse, box set che ripercorre gli esordi del gruppo fino ai primi due album Showbiz e Origin of Symmetry, rimasterizzati per l'occasione.
Il 17 agosto 2020 è stato presentato il film Muse - Simulation Theory in alcune sale IMAX, venendo pubblicato per il download digitale quattro giorni più tardi e il seguente 11 dicembre anche in edizione box set.

### Will of the People(2022-2023)
Il 13 gennaio 2022, dopo un annuncio avvenuto il 7 del mese, i Muse hanno pubblicato il singolo Won't Stand Down, caratterizzato da un ritorno a sonorità vicine all'heavy metal. In concomitanza con il lancio del singolo successivo Compliance, avvenuto il 17 marzo, il nono album è stato annunciato con il titolo Will of the People e pubblicato il 26 agosto. Il disco, promosso anche dai singoli Will of the People, Kill or Be Killed, You Make Me Feel Like It's Halloween e Ghosts (How Can I Move On), ha ricevuto recensioni miste da parte della critica specializzata (con Metacritic che ha riportato un punteggio di 71 basato su 14 recensioni), che ha evidenziato la varietà musicale del trio nell'esplorare le precedenti fasi della loro carriera ma al contempo la mancanza di originalità offerta in esso.
A supporto dell'album, il gruppo ha intrapreso inizialmente una tournée tra il Nord America e l'Europa durante il mese di ottobre, dopo essersi esibiti in vari festival europei nell'estate del 2022. Successivamente, nel 2023 i Muse hanno intrapreso un tour che li ha visti esibirsi negli stadi, preceduti dagli Evanescence in Nord America e dai Royal Blood in Europa.

## Questioni legali legate al nome
Nel 2002 il gruppo inglese vinse una causa legale rivolta alla cantante canadese Céline Dion rea di voler utilizzare il nome Muse nel suo spettacolo al Caesars Palace di Las Vegas. La cantante infatti avrebbe voluto chiamare lo spettacolo Celine Dion Muse, cosa che non le è stato possibile dato che il gruppo possiede i diritti in tutto il mondo dello spettacolo per la parte musicale legata a questo nome. La cantante offrì al gruppo 50 000 dollari per poter utilizzare la parola ma i Muse rifiutarono. La portavoce della cantante Francine Chaloult ha dichiarato che la scelta del nome è stata cambiata.

Dal canto loro, il portavoce dell'etichetta musicale dei Muse ha rilasciato una dichiarazione in cui si offriva alla Dion la possibilità di utilizzare la parola Muse fintanto rimanesse in connessione con il titolo dello show ma con la precisazione che il nome non sarebbe dovuto apparire nel materiale vendibile come CD o DVD correlati all'evento. Bellamy dichiarò in seguito alla vicenda:

## Formazione
- Matthew Bellamy – voce, chitarra, pianoforte
- Chris Wolstenholme – basso, voce, armonica
- Dominic Howard – batteria, percussioni, cori

Turnisti
- Morgan Nicholls – tastiera, sintetizzatore, sequencer, percussioni, chitarra, basso, cori (2006-2019)
- Dan Lancaster – tastiera, sintetizzatore, percussioni, chitarra, cori (2022-presente)

## Discografia

### Album in studio
- 1999 – Showbiz
- 2001 – Origin of Symmetry
- 2003 – Absolution
- 2006 – Black Holes & Revelations
- 2009 – The Resistance
- 2012 – The 2nd Law
- 2015 – Drones
- 2018 – Simulation Theory
- 2022 – Will of the People

### Album dal vivo
- 2008 – HAARP
- 2013 – Live at Rome Olympic Stadium

### Raccolte
- 2002 – Hullabaloo Soundtrack
- 2019 – Origin of Muse

## Filmografia
- Muse - Il concerto allo Stadio Olimpico di Roma, regia di Matt Askem (2013)
- Muse: Drones World Tour, regia di Tom Kirk e Jan Willem Schram (2018)
- Muse - Simulation Theory, regia di Lance Drake (2020)

## Riconoscimenti
MTV Europe Music Awards
- 2004 – Miglior artista alternativo
- 2004 – Miglior artista britannico
- 2006 – Miglior artista alternativo
- 2007 – Miglior gruppo in concerto
- 2007 – Miglior artista britannico
- 2022 – Miglior artista rock

Q Awards
- 2003 – Q Innovation In Sound
- 2004 – Best Live Act
- 2006 – Best Live Act
- 2007 – Best Live Act
- 2009 – Best Act in the World Today
- 2012 – Best Act in the World Today

BRIT Awards
- 2005 – Best Live Act
- 2007 – Best Live Act

NME Awards
- 2000 – Best New Artist
- 2001 – Hero Of The Year (Matthew Bellamy)
- 2005 – Best Live Band
- 2007 – Best British Band
- 2007 – Sexiest Man (Matthew Bellamy)
- 2008 – Best Live Band
- 2009 – Best Live Band
- 2009 – Best Album Artwork (HAARP)
- 2009 – Sexiest Man (Matthew Bellamy)
- 2010 – Best British Band
- 2010 – Hottest Man (Matthew Bellamy)
- 2010 – Best Web Site (muse.mu)
- 2011 – Best British Band
- 2011 – Hottest Man (Matthew Bellamy)
- 2012 – Most Dedicated Fans
- 2013 – Hottest Man (Matthew Bellamy)
- 2013 – Best Fan Community
- 2015 – Best Fan Community

MTV Video Music Awards
- 2010 – Best Special Effects - Uprising

Kerrang! Awards
- 2001 – Miglior artista inglese
- 2002 – Miglior artista dal vivo inglese
- 2004 – Miglior album (Absolution)
- 2006 – Miglior artista dal vivo

Grammy Awards
- 2011 – Best Rock Album (The Resistance)
- 2016 – Best Rock Album (Drones)

TRL Awards
- 2010 – Best Band

## Cover
Nella loro carriera i Muse hanno eseguito delle cover, alcune di queste solitamente nei loro concerti. Altre cover invece sono state pubblicate in alcuni album:
- Tourette's, canzone dei Nirvana contenuta nell'album del 1993 In Utero. I Muse eseguirono la canzone nella competizione scolastica del 1994.
- Dracula Mountain, brano strumentale eseguito originariamente dal gruppo Lightning Bolt e di solito eseguito prima di introdurre Apocalypse Please nei concerti.
- Feeling Good, scritta da Anthony Newley e Leslie Bricusse nel 1965, uscita come singolo insieme ad Hyper Music e presente nell'album Origin of Symmetry (2001);
- Please Please Please, Let Me Get What I Want, successo degli anni ottanta The Smiths contenuta nel singolo Hyper Music/Feeling Good (2001).
- Can't Take My Eyes Off You, cantata originariamente da Frankie Valli dei The Four Seasons nel 1967, contenuta nel singolo Dead Star/In Your World (2002).
- The House of the Rising Sun, canzone tradizionale statunitense di inizio secolo portata al successo dal gruppo britannico The Animals nel 1964.
- Man of Mystery, brano strumentale scritto dal gruppo inglese degli anni sessanta The Shadows;
- Headup, brano dei Deftones dall'album Around the Fur del 1997, ne hanno suonato spesso dal vivo il riff iniziale, come finale per il brano New Born; è presente negli extra di Live at Rome Olympic Stadium come riff conclusivo della versione di Stockholm Syndrome registrata dal vivo a Las Vegas.
- Prague, brano dei Mega City Four dall'album Sebastopol Rd (1992). Fu inserito come b-side del singolo in CD di Resistance.
- Popcorn, brano strumentale composto da Gershon Kingsley nel 1969 ma resa famosa negli anni successivi dagli Hot Butter. Il brano fu inserito come b-side del singolo in vinile di Resistance, oltre ad essere stata eseguita dal vivo alcune volte durante il The Resistance Tour.
- Where the Streets Have No Name, canzone degli U2 dall'album The Joshua Tree del 1987, suonata dal vivo al Glastonbury Festival del 2010 con la partecipazione del chitarrista degli U2 The Edge.
- Back In Black, canzone degli AC/DC, contenuta nell'album omonimo del 1980, suonata dal vivo durante il The Resistance Tour con alla voce il cantante dei Jet Nic Cester.
- Sign o' the Times, canzone di Prince contenuta nell'omonimo album del 1987 suonata dai Muse due volte durante il loro tour promozionale dell'album The 2nd Law e un'altra volta durante il tour stesso.
- Lithium, canzone dei Nirvana, contenuta nell'album Nevermind, suonata dai Muse due volte durante la fine del Unsustainable Tour, il tour di The 2nd Law ovvero al festival di Coachella e al festival di Lollapalooza, in memoria di Kurt Cobain, morto 20 anni prima.
- YYZ, brano strumentale dei Rush eseguito come introduzione di Time is Running Out il 9 aprile 2013 a Toronto e come outro di Hysteria (16 gennaio 2016, Toronto) e di Plug in Baby (Toronto 3 agosto 2010).
- Lies, brano dei Chvrches reinterpretato nel settembre 2015 durante la loro apparizione al BBC Radio 1's Live Lounge.[94]
- New Kind of Kick, brano del gruppo punk rock The Cramps pubblicato sul canale YouTube ufficiale della band come regalo di Halloween il 28 ottobre 2016.[95]
- Hungry like the Wolf, brano dei Duran Duran, eseguito dal vivo nel 2018 durante la loro apparizione al programma televisivo francese Taratata.
- Cherub Rock, brano dei The Smashing Pumpkins suonato dal vivo in occasione del tour promozionale di Simulation Theory.